# Slaget vid Chillianwala
Under andra sikhkriget misslyckades inledningsvis generalen sir Hugh Goughs storanfall mot sikherna vid Ramnagar. Gough förde då sin armé efter floden Chenab för att gå runt sikharméns vänstra flank. Vid Chillianwallah angreps sedan 14 januari 1849 en sikhisk styrka om 40 000 man av en betydligt mindre brittisk styrka. Efter hårda strider drevs sikherna tillbaka från området kring Chillianwallah, men Gough kunde på grund av svåra egna förluster inte förfölja sikherna för att fullborda denna seger på slagfältet.